# Рудне поле
Рудне поле (рос. рудное поле, англ. ore field; нім. Erzfeld n) — сукупність територіально зближених рудних родовищ, об'єднаних спільністю походження та єдністю геологічної структури.
За характером геол. структури виділяють сім головних груп Р.п.:
1. магматичні родовища в структурах масивів ультраосновних, основних і лужних порід;
2. Р.п. скарнових, пегматитових, альбітитових і ґрейзенових родовищ в структурних периферійних частинах гранітоїдних масивів;
3. Р.п. гідротермальних родовищ у структурі площ розвитку малих інтрузій і дайок;
4. Р.п. гідротермальних родовищ у вулканічних і субвулканічних структурах;
5. Р.п. жильного типу в структурах тріщинної тектоніки;
6. Р.п. метаморфогенних родовищ у структурах зон розсланцювання і кліважу течії;
7. Р.п. стратиформних родовищ у структурах нашарування вулканогенних і осадових порід.